# Roger Miller
Roger Dean Miller (Fort Worth, 2 gennaio 1936 – Los Angeles, 25 ottobre 1992) è stato un compositore, cantautore e attore statunitense.
Fu conosciuto per le sue hits King of the Road e Dang Me.

## Vita e opere
Roger, il più giovane di tre fratelli, nacque a Fort Worth, in Texas, da Laudene Holt e Jean Miller. Il padre morì quando Roger aveva soltanto un anno, e da allora visse con gli zii in Oklahoma.
Ebbe un'infanzia triste e solitaria. Influenzato da programmi radiofonici come Grand Ole Opry e Light Crust Doughboys decise che avrebbe cominciato a scrivere canzoni. A 17 anni rubò una chitarra, e per evitare la galera decise di arruolarsi nell'esercito americano.
Lasciato l'esercito tornò a Nashville dove nel 1959 scrisse la sua prima canzone, Billy Bayou registrata da Jim Reeves.
Nel 1965 incise la sua canzone di maggior successo, King of the Road, venne raggruppato nel filone country music ma in realtà propose un suo stile personale che abbinava riff e finezze di chitarra con testi umoristici e nonsense e che gli permise di avere un notevole successo e di condurre un proprio programma televisivo nel 1966.
Nel cartone animato Robin Hood della Disney doppiò il "Gallo menestrello" che faceva da narratore e compose ed eseguì tre canzoni della colonna sonora.
Morì di cancro ai polmoni nel 1992 a 56 anni.
In vita ha vinto 11 Grammy Award, e sette Tony awards.
Nel 1973 è entrato nella Nashville Songwriters Hall of Fame e nel 1995 nella Country Music Hall of Fame. Nella città di Erick in Oklahoma, dove crebbe, gli è stata intitolata "Roger Miller Boulevard." .
Si sposò tre volte: dalla prima moglie Barbara, ha avuto quattro figli, Michael, Alan, Rhonda e Shari; nel 1964, dopo un anno di fidanzamento, si è legato a Leah Kendrick da cui ha avuto due figli, Shannon e Dean; nel 1976 divorziò dalla seconda moglie e un anno dopo si è legato a Mary Arnold con cui ha adottato due figli, Taylor e Adam, e con cui rimase fino alla morte.

## Discografia

### Singoli
| Anno | Titolo                                      | Posizione in classifica | Posizione in classifica | Posizione in classifica |
| Anno | Titolo                                      | US Hot 100              | US Country              | UK Singles              |
| ---- | ------------------------------------------- | ----------------------- | ----------------------- | ----------------------- |
| 1960 | You Don't Want My Love                      | -                       | 14                      | -                       |
| 1961 | When Two Worlds Collide                     | -                       | 6                       | -                       |
| 1963 | Lock, Stock, and Teardrops                  | -                       | 26                      | -                       |
| 1964 | Dang Me                                     | 7                       | 1                       | -                       |
| 1964 | Chug-a-Lug                                  | 9                       | 3                       | -                       |
| 1965 | Do-Wacka-Do                                 | 31                      | 15                      | -                       |
| 1965 | King of the Road                            | 4                       | 1                       | 1                       |
| 1965 | Engine Engine No. 9                         | 7                       | 2                       | 33                      |
| 1965 | One Dyin' and A-Buryin'                     | 34                      | 10                      | -                       |
| 1965 | The Kansas City Star                        | 31                      | 7                       | -                       |
| 1966 | England Swings                              | 8                       | 3                       | 13                      |
| 1966 | Husbands and Wives                          | 26                      | 5                       | -                       |
| 1966 | I've Been a Long Time Leavin'               | -                       | 13                      | -                       |
| 1966 | You Can't Roller Skate in a Buffalo Herd    | 40                      | 35                      | -                       |
| 1966 | My Uncle Used to Love Me But She Died       | 58                      | 39                      | -                       |
| 1966 | Heartbreak Hotel                            | 84                      | 55                      | -                       |
| 1967 | Walkin' in the Sunshine                     | 37                      | 7                       | -                       |
| 1967 | The Ballad of Waterhole 3                   | -                       | 27                      | -                       |
| 1967 | Old Toy Trains                              | 13                      | -                       | -                       |
| 1968 | Little Green Apples                         | 39                      | 6                       | 19                      |
| 1968 | Vance                                       | 80                      | 15                      | -                       |
| 1969 | Me and Bobby McGee                          | -                       | 12                      | -                       |
| 1969 | Where Have All the Average People Gone?     | -                       | 14                      | -                       |
| 1970 | Don't We All Have the Right                 | -                       | 15                      | -                       |
| 1971 | Tomorrow Night in Baltimore                 | -                       | 11                      | -                       |
| 1971 | Loving Her Was Easier                       | -                       | 28                      | -                       |
| 1973 | "Hoppy's Gone                               | -                       | 42                      | -                       |
| 1973 | Open Up Your Heart                          | -                       | 14                      | -                       |
| 1974 | I Believe In The Sunshine                   | -                       | 24                      | -                       |
| 1974 | Whistle Stop                                | -                       | 86                      | -                       |
| 1977 | Baby Me Baby                                | -                       | 68                      | -                       |
| 1981 | Everyone Gets Crazy Now And Then            | -                       | 36                      | -                       |
| 1982 | Old Friends (con Willie Nelson e Ray Price) | -                       | 19                      | -                       |
| 1985 | River in the Rain                           | -                       | 36                      | -                       |

## Filmografia parziale
- Robin Hood (1973) - voce
- La signora in giallo (Murder, She Wrote) - serie TV, episodio 1x04 (1984)